# Calhoun County, West Virginia
Calhoun County är ett county i centrala delen av delstaten West Virginia, USA. År 2010 hade countyt 7 627 invånare. Den administrativa huvudorten (county seat) är Grantsville. Countyt har fått sitt namn efter South Carolinapolitikern John C. Calhoun.

## Geografi
Enligt United States Census Bureau har countyt en total area på 727 km². 727 km² av den arean är land och 0 km² är vatten. 

### Angränsande countyn
- Ritchie County - nord
- Gilmer County - öst
- Braxton County - sydost
- Clay County - syd
- Roane County - väst
- Wirt County - nordväst

### Städer och samhällen
- Grantsville
- Nicut
- Orma